# Heitoraí
Heitoraí este un oraș în Goiás (GO), Brazilia.